# 大内満盛
大内 満盛（おおうち みつもり）は、周防大内氏の第18代当主。

## 生涯
先代の弘盛の子。大内介を称する。満盛以後は周防権介を称する。建永元年（1206年）に山口白石の宝珠山瑞雲寺を創建した。これが後年に激しくなる大内家の山口盆地への進出の端緒となった。満盛の死後、家督は子の弘成が継いだ。